# Miconia venulosa
Miconia venulosa är en tvåhjärtbladig växtart som beskrevs av John Julius Wurdack. Miconia venulosa ingår i släktet Miconia och familjen Melastomataceae. Inga underarter finns listade i Catalogue of Life.